# Forças Armadas de Libertação Nacional (Porto Rico)
As Forças Armadas de Libertação Nacional (em castelhano: Fuerzas Armadas de Liberación Nacional; FALN) foi uma organização paramilitar clandestina de Porto Rico que, por meio de ação direta, defendia a independência de Porto Rico. Realizou mais de 130 ataques a bomba nos Estados Unidos entre 1974 e 1983, incluindo um atentado a bomba em 1975 no Fraunces Tavern na cidade de Nova York, que matou quatro pessoas.
As FALN serviram como o antecessor do Exército Popular Boricua. Vários membros da organização foram presos e condenados por conspiração sediciosa, conspiração para cometer roubo e infrações por armas de fogo e explosivos. Em 11 de agosto de 1999, o presidente dos Estados Unidos, Bill Clinton, ofereceu clemência a dezesseis dos militantes condenados sob a condição de que renunciassem a qualquer tipo de manifestação violenta. Esta decisão atraiu críticas ao governo Clinton de figuras como o Gabinete do Procurador dos Estados Unidos, o FBI e o Congresso dos Estados Unidos.